# Robert McWade
Robert McWade (Buffalo (New York), 25 januari 1872 — Culver City (Californië), 19 januari 1938) was een Amerikaans acteur die werkzaam was als acteur vanaf de jaren '20 tot aan zijn dood in 1938.

## Biografie
McWade werd geboren als zoon van acteur Robert McWade Sr., die tussen 1912 en 1913 in enkele stomme films acteerde. McWade debuteerde in 1903 op Broadway en speelde rollen in talloze toneelstukken. In 1927 maakte hij een einde aan deze loopbaan om te verhuizen naar Hollywood, waar zojuist de geluidsfilm was geïntroduceerd. Hopend op een carrière in dit nieuwe medium probeerde hij in de filmindustrie carrière te maken.
In de jaren 30 boekte hij succes in talloze films voor verschillende studio's. McWade speelde hoofdzakelijk bijrollen en zijn personages waren vooral goedgezinde mannen. Hij overleed in 1938 op 65-jarige leeftijd aan een hartaanval. Dit gebeurde vlak na het opnemen van zijn laatste scène voor de film Of Human Hearts (1938).

## Selectieve filmografie
| - Feet First (1930) - Cimarron (1931) - Girls About Town (1931) - Grand Hotel (1932) - The First Year (1932) - Movie Crazy (1932) - Back Street (1932) - I Am a Fugitive from a Chain Gang (1932) - The Match King (1932) - Hard to Handle (1933) - Ladies They Talk About (1933) - 42nd Street (1933) - Heroes for Sale (1933) - Tugboat Annie (1933) | - Chance at Heaven (1933) - The Kennel Murder Case (1933) - Only Yesterday (1933) - The Prizefighter and the Lady (1933) - Thirty Day Princess (1934) - Operator 13 (1934) - Diamond Jim (1935) - Frisco Kid (1935) - Anything Goes (1936) - Next Time We Love (1936) - High Tension (1936) - This Is My Affair (1937) - Of Human Hearts (1938) - Gold Is Where You Find It (1938) |

- Gemeinsame Normdatei: 141964146
- International Standard Name Identifier: 0000 0000 4265 8725
- Library of Congress Control Number: no90022271
- National Archives and Records Administration: 10574226
- Nationale Bibliotheek van Israël: 987007315790505171
- Istituto Centrale per il Catalogo Unico: DDSV269441
- SNAC: w62w8j02
- Système universitaire de documentation: 118232541
- Virtual International Authority File: 9406283
- WorldCat: E39PBJcRf9f9QGYWWm33Rkg9Xd